# 數碼無限擊
數碼無限擊（英語：Digital World）是一個由香港有線電視（2006年前）和香港有線新聞有限公司（2006年至2007年）製作的電視節目，在有線電視財經資訊台播放、並會在有線電視A台、有線電視18台重播。首播時間為逢星期一19:00-19:30，並於以下時間重播：週一21:00、23:00和週二13:30；週六8:30和13:30。節目內容「新貨情報」介紹最新數碼產品如手提電腦、數碼相機、數碼攝錄機、電子手帳（PDA）、智能手機、MP3機等。「數碼焦點」介紹最新數碼技術、新聞等熱門話題；「網域1分鐘」介紹不同種類網站；節目最後環節「數碼Q&A」解答觀眾使用電腦及數碼產品時遇到的疑難。

## 合作平台
節目曾經與DCFever.com合作，有代表讓觀眾了解使用數碼相機的拍攝技巧和解答攝影問題。

## 主持及數碼記者
- 胡世傑（主持）
- 余嘉敏（主持）
- 劉家慧（記者）
- 陳國安（記者）

## 停播
為了配合財經資訊台在2007年4月16日的全面改革，數碼無限擊停止播放，新節目由財經即時睇取代。
| 有線電視 財經資訊台          | 有線電視 財經資訊台                  | 有線電視 財經資訊台 |
| ---------------------------- | ------------------------------------ | ------------------- |
|                              | 數碼無限擊（2005年3月-2007年4月7日） |                     |
| 打併未來（2000年-2005年3月） | 財經即時睇（2007年4月16日）          |                     |

1. ↑  . DCFever. 2005-10-24  [2023-06-20]. （原始内容存档于2023-06-20）.